# Bertha Bouroncle
Bertha A. Bouroncle Pereny (Trujillo, 10 septembre 1919 - Columbus, 13 août 2013) est une hématologue péruvienne-américaine.
Après avoir terminé ses études de médecine au Pérou, Bertha Bouroncle vient aux États-Unis pour sa formation médicale postuniversitaire. Membre de longue date de la faculté de l'Ohio State University College of Medicine, elle est la première chercheuse à identifier la leucémie à tricholeucocytes et la première femme professeure titulaire dans l'État de l'Ohio.
Dans les années 1980, Bertha Bouroncle et deux collègues mettent au point un médicament pour traiter la leucémie à tricholeucocytes. Elle est nommée professeure émérite de l'école de médecine en 1989. Bertha Bouroncle décède en 2013. Son mari Andrew Pereny, homme d'affaires et ancien artiste céramiste, l'a précédée dans la mort.

## Enfance et formation
Bertha Bouroncle naît à Trujillo, au Pérou. Elle est la quatrième de cinq enfants. Bertha Bouroncle, dont le père Luis est un ancien élève de l'université Harvard, fait des études de médecine à l'université nationale principale de San Marcos. Lorsqu'elle n'étudie pas, Bertha Bouroncle acquiert de l'expérience en dispensant des soins médicaux gratuits aux pêcheurs de Pucusana. Elle occupe également un poste d'assistante de recherche en laboratoire, ce qui l'amène à s'intéresser à l'hématologie. Seule femme de la promotion de 1947 de son école de médecine, Bouroncle est la valedictoriane de la classe,.

## Carrière
En 1948, Bertha Bouroncle quitte le Pérou pour effectuer un stage postdoctoral à l'Ohio State. Entre 1949 et 1953, elle suit une formation de résident et de boursier à l'université en médecine interne et en hématologie. Elle passe l'année suivante à l'Ohio State en tant que chef des résidents en médecine ; elle est la première femme de l'Ohio à occuper ce poste. En 1954, Bertha Bouroncle est engagée à l'Ohio State dans la division d'hématologie-oncologie en tant que professeure adjoint. Elle est nommée professeure associée en 1957.
L'année suivante, en collaboration avec deux jeunes collègues, elle identifie une maladie du sang appelée leucémie à tricholeucocytes. Elle est nommée professeure titulaire en 1970 et professeure émérite en 1989. Elle est la première femme professeure titulaire d'une école de médecine de l'Ohio. Pendant de nombreuses années, Bertha Bouroncle fait partie du personnel médical de l'Ohio State University Hospital. Parmi ses collègues, Bertha Bouroncle était connue pour sa présence imposante malgré sa petite taille. Ses associés disaient qu'elle exigeait des stagiaires qu'ils respectent des normes très strictes sans pour autant les dévaloriser. Elle se considérait comme une personne timide, mais elle découvre qu'elle pouvait ouvrir son cœur à ses patients.
Poursuivant ses recherches sur la leucémie à tricholeucocytes, Bertha Bouroncle travaille avec les chercheurs de l'Ohio State Michael Grever et Eric Kraut dans les années 1980 pour mettre au point un traitement contre cette maladie, connu sous le nom de désoxycoformycine. Elle participe à la fondation du James Cancer Hospital, qui a ouvert ses portes à l'Ohio State en 1990. Elle a remporté plusieurs prix liés à l'enseignement à l'Ohio State.

## Vie personnelle
En 1960, Bertha Bouroncle rencontre l'homme d'affaires Andrew Pereny au Pérou et ils se marient par la suite. Avant de connaître le succès dans les affaires, Pereny a produit une collection d'art céramique entre 1933 et 1938. Plusieurs décennies plus tard, l'œuvre de Pereny suscite l'intérêt des collectionneurs d'art en raison de son bref passage en tant qu'artiste. Pereny décède en 1983.
Bouroncle finance la chaire de médecine Bertha Bouroncle, MD, et Andrew Pereny à Ohio State. En dehors de la médecine, Bouroncle appréciait l'orchestre symphonique de Columbus.

## Hommages
L'État de l'Ohio crée le prix Bertha Bouroncle Distinguished Lecture Award en 2001 Bouroncle fait don de 200 000 dollars à l'Université nationale de San Marcos pour construire un nouveau laboratoire de recherche. L'école a nommé le laboratoire en son honneur. Elle décède à l'hôpital cardiaque Richard M. Ross en 2013.